# Inja (tributario del Mare di Ochotsk)
La Inja è un fiume della Russia siberiana estremo orientale (kraj di Chabarovsk), tributario del mare di Ochotsk.
Nasce nella sezione nordorientale dei monti Suntar-Chajata, emissario del lago Chėl-Deli, scorrendo successivamente verso sud in un territorio montagnoso e spopolato, coperto dalla taiga e sfociando nella sezione settentrionale del mare di Ochotsk; in prossimità della foce il fiume si suddivide in numerosi bracci secondari. Il maggior affluente è il fiume Nilgysy, proveniente dalla destra idrografica.
La Inja non incontra centri urbani di qualche rilievo nel suo corso ad eccezione del villaggio di Novaja Inja, presso la foce.